# Karl von Ditmar

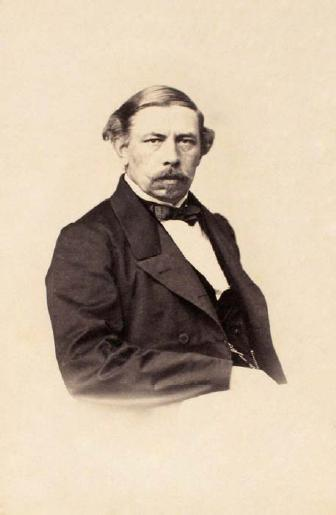
Karl von Ditmar

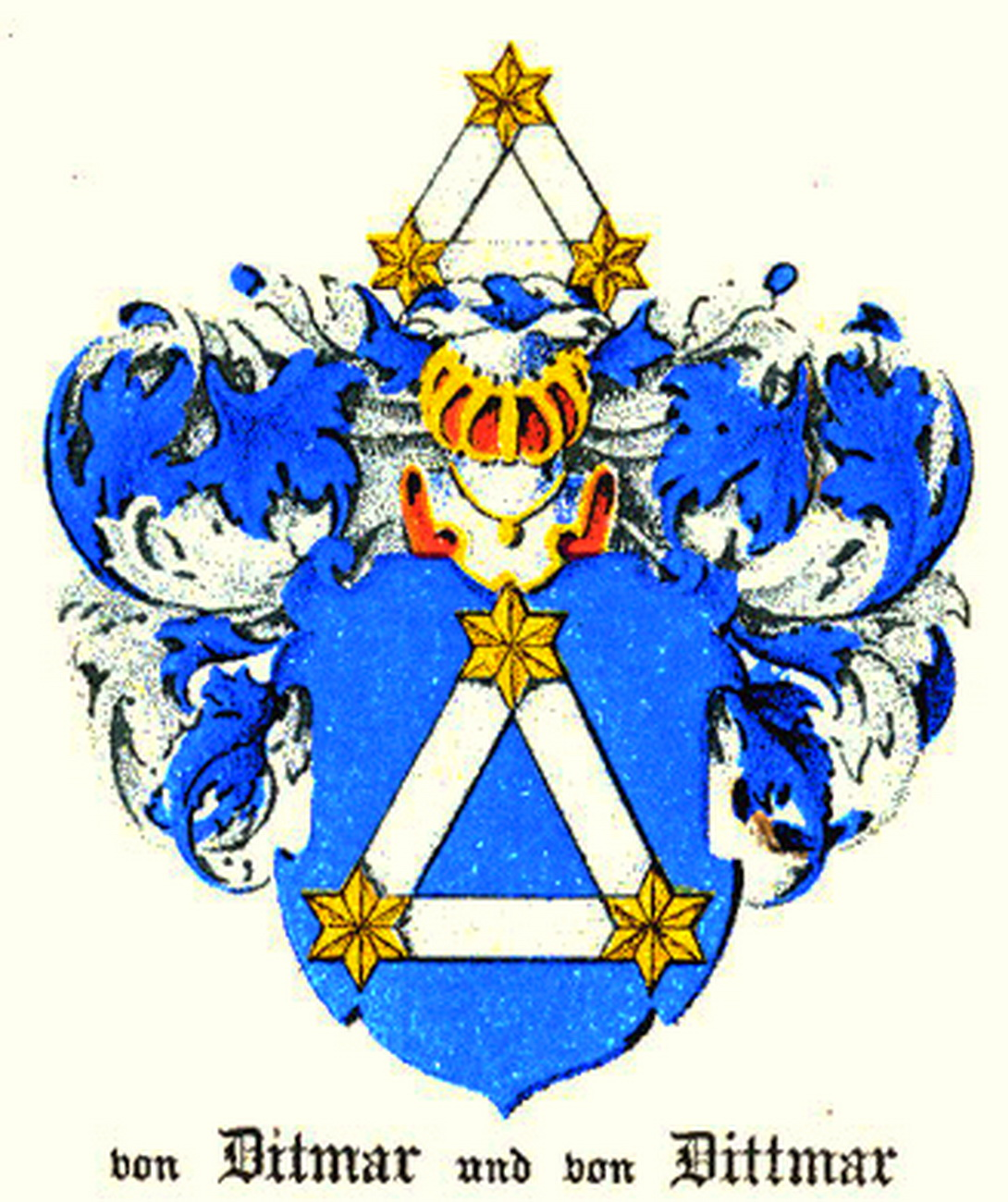
Wappen der Adelsfamilie von Ditmar

Karl von Ditmar (* 27. Augustjul. / 8. September 1822greg. in Vana-Vändra; † 13. Apriljul. / 25. April 1892greg. in Tartu) war ein deutschbaltischer Entdecker und Naturforscher. Er gilt als einer der wichtigsten Erforscher Kamtschatkas im 19. Jahrhundert.

## Leben

### Herkunft und Familie
Karl Woldemar Bernhard Ferdinand von Ditmar stammte aus dem alt eingesessenen Adelsgeschlecht von Ditmar. Seine Vorfahren gehörten zum Familienzweig Livland und Estland. Karl von Ditmar wurde als Sohn des Gutsherren von Alt-Fennern im heutigen Kreis Pärnu geboren. Sein Vater war der Gutsherr Woldemar Friedrich von Ditmar (1794–1826), der Privatdozent für römisches Recht und livländisches Strafrecht an der Kaiserlichen Universität Dorpat war, seine Mutter war Charlotte Juliane von Stackelberg (1804–1880). Karl Woldemar heiratete Anna Wilhelmine (Minna) Elisabeth Freiin von Stackelberg (1837–1929), ihre Nachkommen waren:
- Caroline Wilhelmine Anna von Ditmar (* 1858), ⚭ Alexander Konstantin von Renteln (* 1857)
- Martha Charlotte von Ditmar (1860–1952), ⚭ Baron Woldemar Karl Heinrich Alexander von Uexküll (1860–1952)
- Anna Elisabeth Maria von Ditmar (* 1862)
- Minna Jeanette von Ditmar (1864–1882)

### Ausbildung
Er besuchte von 1832 bis 1840 ein Privatgymnasium in Werro. Danach studierte er von 1841 bis 1846 an der Kaiserlichen Universität Dorpat, zunächst Wirtschaftswissenschaft, danach Geologie. Von 1846 bis 1850 war er Gasthörer an der Universität Leipzig, an der Bergakademie Freiberg und an der Friedrich-Wilhelms-Universität in Berlin bei Gustav Rose (1798–1873).

### Reise nach Kamtschatka
1850 erhielt von Ditmar eine Einladung des Generalgouverneurs von Ost-Sibirien, Nikolai Murawjow (1809–1881), und des dortigen Militärgouverneurs, eine geologische Bergexpedition nach Kamtschatka zu unternehmen. Von Ditmar wurde bei seiner Bewerbung von dem bekannten Petersburger Sibirien-Forscher Alexander Theodor von Middendorff (1815–1894) unterstützt.
Auf dem Weg von Westeuropa nach Sibirien nahm von Ditmar unter anderem Tiefenforschungen in Jakutsk vor und untersuchte weiter westlich Eismulden in der sibirischen Landschaft. Vor dem Einbruch des Winters 1851 erreichte von Ditmar mit zwei begleitenden Soldaten erstmals Kamtschatka. Dort erschwerten das raue Klima und die unwirtliche Landschaft die Arbeit der Expedition. Sie bewegte sich hauptsächlich auf Flüssen fort. Außerdem musste der Sredinny-Höhenrücken überwunden werden. Zwischen 1851 und 1854 unternahm von Ditmar dennoch neun größere und kleinere Forschungsreisen nach Kamtschatka, während derer er sich mit dem geologischen Aufbau Kamtschatkas und seiner Bodenschätze vertraut machte. Außerdem sammelte er in großem Umfang botanisches und ethnographisches Material. In ausführlichen Tagebüchern hielt er seine Eindrücke fest. 1856 veröffentlichte er die erste geologische Karte Kamtschatkas.

### Forschungsarbeiten
Von Ditmars besonderes Interesse galt dem Vulkanismus Kamtschatkas. Er war der Ansicht, dass die Vulkane miteinander durch Tunnel in Verbindung stünden. Von Ditmar benannte auch siebzehn Vulkane, die bisher unentdeckt geblieben waren. Ausführlich beschrieb er den Ausbruch des Vulkans Awatscha am 27. Mai 1855.
Im Sommer 1858 hielt sich von Ditmar in Berlin auf, um seine Thesen und Anschauungen mit den führenden Geologen und Mineralogen der Zeit zu diskutieren. Seine Kollektion erregte großes Aufsehen. Von Ditmar lieh die offiziell dem Mineralogiemuseum in Sankt Petersburg unterstehende petrologische Sammlung mit dem vollständigen Katalog Alexander von Humboldt (1769–1859) aus. Nach Humboldts Tod galt sie tragischerweise als verschollen. Erst sehr viel später wurde sie in Berlin wieder aufgefunden.
Von besonderem Interesse sind auch die ethnographischen Forschungsarbeiten von Ditmars. Er beschrieb die Sitten und Gebräuche der Ureinwohner Kamtschatkas, vor allem der Itelmenen und Korjaken, die von Ditmar bereits als stark russifiziert bezeichnet wurden, sowie der Tschuktschen. Er wies als erster die Sprachverwandtschaft zwischen dem Tschuktschischen und dem Korjakischen nach.

### Rückkehr nach Livland
1851 erwarb von Ditmars Mutter für ihren Sohn den Gutshof Käru im Kirchspiel Vändra. Dorthin zog sich von Ditmar nach seiner Rückkehr aus Kamtschatka zurück. Er gründete dort den ersten Kindergarten Livlands. Seit 1880 war er Schulrevident und Ordnungsrichter in Dorpat und Werro, dem Ordnungsgerichtskreis Dorpat. Von 1857 bis 1887 veröffentlichte er nur wenige Artikel über seine Reisen nach Kamtschatka, hielt einige Vorträge und befasste sich fast vollständig mit seinem Gut. Erst 1887 zog er nach Dorpat, um sich wieder der Wissenschaft zu widmen. Im Februar 1890 wurde seine Monographie über die Entdeckungsreisen fertiggestellt. Darin zeigt er sich als Meister der genauen Landschafts- und Naturbeschreibungen und als guter Zeichner.
1892 starb Karl von Ditmar. Er liegt heute in Tartu begraben. Der zweite Teil seiner Monographie erschien erst im Jahre 1900 postum. Nach von Ditmar ist heute ein 1301 m hoher Vulkan (Lage) auf Kamtschatka benannt. Eine von ihm beschriebene Waldhyazinthe trägt den Namen Plathantera ditmariana.

## Werke
- Beiträge zur Kenntniss des Russischen Reiches und der angränzenden Länder Asiens. Folge 3. Hrsg. von Leopold von Schrenck und Carl Johann Maximowicz. Band 7. Reisen und Aufenthalt in Kamtschatka in den Jahren 1851 - 1855 / Karl von Ditmar. Theil 1. Historischer Bericht nach den Tagebüchern. Sankt-Petersburg: Kaiserliche Akademie der Wissenschaften 1890.
- Beiträge zur Kenntniss des Russischen Reiches und der angränzenden Länder Asiens. Folge 3. Hrsg. von Leopold von Schrenck und Carl Johann Maximowicz. Band 8. Reisen und Aufenthalt im Kamtschatka in den Jahren 1851 - 1855 / Karl von Ditmar. Theil 2. Allgemeines über Kamtschatka. Abth. 1. Sankt Petersburg: Kaiserliche Akademie der Wissenschaften 1900 (postum)

Nachdruck beider Bände 1970